# خواكيم غونتر
خواكيم غونتر هو سياسي ألماني، ولد في 22 أكتوبر 1948 في Syrau ‏ في ألمانيا. نشط حزبياً في الحزب الديمقراطي الحر. وقد انتخب سكرتير برلماني في ألمانيا ‏ وانتخب عضو في البوندستاغ الألماني خلال فترته النيابية ‏ (20 ديسمبر 1990 – 10 نوفمبر 1994).

## وصلات خارجية
- خواكيم غونتر على موقع مونزينجر (الألمانية)